# The Good Witch's Garden
The Good Witch's Garden é um telefilme da Hallmark Channel, a sequência de The Good Witch. A estreia ocorreu no Hallmark Channel em 7 de fevereiro de 2009.

## Sinopse
Cassie Nightingale (Catherine Bell) se estabeleceu em Middleton e está ocupada fazendo Grey House em uma hospedagem domiciliar. Seu namorado, Chefe de Polícia Jake Russell (Chris Potter), e seus filhos, Brandon (Matthew Knight) e Lori (Hannah Endicott-Douglas), estão felizes de ter Cassie no bairro, mas em pouco tempo, um estranho chamado Nick (Rob Stewart) aparece com papéis que lhe dá direito à posse legal de Grey House. Cassie é confusa e pergunta se ela realmente pertence a Middleton.

## Elenco
- Catherine Bell como Cassandra Nightingale
- Chris Potter como Xerife Jake Russell
- Matthew Knight como Brandon Russell
- Hannah Endicott-Douglas como Lori Russell
- Catherine Disher como Martha
- Peter MacNeill como George
- Rob Stewart como Nick Chasen

## Título de trabalho
O filme foi originalmente para ser intitulado Good Witch 2: Magic Never Fades.

## Recepção
A estreia do filme foi moderadamente bem para Hallmark Channel. Ele marcou um ranking de 2.7 domésticos com mais de 2.3 milhões de casas, mais de 3.1 milhões de telespectadores totais e 4.2 milhões de telespectadores que não haviam assistido anteriormente. Esse desempenho classificou-o #1 no período de tempo, bem como a segunda maior audiência de um filme na televisão a cabo Prime Time da semana e dia, entre todas as redes de cabo suportados por anúncios. O filme impulsionou Hallmark Channel para classificar como #3 em Prime Time para o dia, e #5 para a semana. 